# Macella flavithorax
Macella flavithorax là một loài bướm đêm trong họ Noctuidae.